# ボノム =底ぬけさん=
「ボノム=底ぬけさん=」は、藤子・F・不二雄（発表時は藤子不二雄名義）の読み切り漫画作品。『ビッグコミック』1970年10月10日号に掲載。
2008年に藤子・F・不二雄のパラレル・スペースの一話としてドラマ化された。

## あらすじ
お金をたかられても、残業を押し付けられても、暴力をふるわれたって決して怒ることがない仁吉。ある日、仁吉の態度を見かねた新入社員がおでんの屋台に飲みに誘って、本音を聞き出そうとする。

## 登場人物
仁吉
おっとりとした性格のサラリーマン。とにかく底抜けのお人好しで、他人から何をされても絶対に怒らない。また、独特の哲学を持ち、人格は環境と遺伝子によって生まれ、人間はそれのあやつり人形に過ぎないという自説をいつも披露している。
新入り
仁吉の後輩。正義感が強く、仁吉の人の良さにつけ込む人が許せないが、また短気なためにいつも何も言い返さない仁吉の事も許せず、更には彼の態度も理解出来ないでいる。一度は仁吉を弱虫と評したが、後に彼の本質を理解すると近くに居た街娼やチンピラ共々仁吉を神のように崇めた。
おでん屋の主人
仁吉と新入りが飲んでいたおでん屋のご主人。仁吉を弱虫と評する新入りの意見に反論し、仁吉の本質を見抜いた上で強い信念のようなものを持っているのではないかと主張するが、それにより仁吉から「よく私の本質を見抜いてくれた。あんただけだよ」と褒められた。
街娼
太った厚化粧の娼婦。街娼と聞いて驚いた仁吉（初めて街娼を見たためであって、本人は悪気が無かった）に反感を抱き、一度は連れて来たチンピラを嗾けて叩きのめしたが、直後騒ぎで駆け付けた警察からチンピラ共々仁吉に庇われ、更には一緒に酒を飲んだ際に仁吉の本質を知ったことでチンピラと共に仁吉を神のように崇めた。
チンピラ
街娼が連れて来た仲間のチンピラ。緊張すると、どもってまともに喋れなくなってしまう。街娼に連れられて仁吉を襲いに来ており、一度は叩きのめすが、直後騒ぎで駆け付けた警察から街娼共々仁吉に庇われた上に一緒に酒を飲んだ際に仁吉の本質を知ったことで街娼と共に仁吉を神のように崇めた。
鷹利
新入りの回想にのみ登場した眼鏡の男。仁吉の人の良さに漬け込んで金をたかった挙句、その金を同僚に貸した上で返済できなければ倍の利子を貰うといった約束を取り付けるなどの高利貸しを平然と行った。
同僚たち
新入りの回想にのみ登場した仁吉の同僚たち。新入り以外のほとんどが仁吉の人の好さに漬け込んでおり、好き放題に仁吉に全てを押し付けている（残業を押し付ける、浮気の責任で代理を立てるなど）が、故に陰で仁吉のお人好しを嘲笑っている者もいる。
仁吉の妻
仁吉の美人妻。写真と最後の辺りに登場し、特に最後では仁吉を裏切って浮気の責任で代理を立てられた仁吉を殴った男と浮気をしていた（ただし、仁吉は「新たな生命の誕生」と称して許していた）。
仁吉を殴った男
仁吉の回想と写真、最後に登場した男。元々は仁吉の同僚であるOLの夫であったが、妻の浮気を知って会社に乗り込み、咄嗟に妻が嘘で代理を立てた仁吉を浮気相手と勘違いし、浮気の責任として仁吉を殴りつけた。その後、仁吉に慰謝料を請求し、月払いと約束して会う内になぜだか仲良くなっていき、仁吉からは息子のような存在として見られたが、最後は仁吉を裏切る形で仁吉の妻と関係を持った上で浮気をしていた（仁吉は「新たな生命の誕生」と称して許していた）。